# 네이트사전체
네이트 사전폰트(엠파스 사전체)는 네이트 사전 사용자들이 중국어 병음, 간·번체자, 한중일 확장한자, 한글 고어등을 표시하기 위하여 설치하는 폰트이다. 2009년 10월 7일부터 폰트 제공이 중단되었다.